# 小松学
小松 学（こまつ まなぶ、1983年5月27日 - ）は、日本の元ラグビーユニオン選手。現在ジャパンラグビーリーグワン三菱重工相模原ダイナボアーズの副務を務めている。

## プロフィール
- 茨城県出身[1]。
- ポジションはプロップ(PR)。
- 身長 180 cm、体重 105 kg
- ニックネームはガク、 こまっちゃん。
- 関東代表に選ばれたことがある[2]。

## 略歴
高校からラグビーを始めた。
2002年、國學院大学栃木高校卒業後、法政大学に入る。
2006年、法政大学卒業後、セコムラガッツに加入。
2007年9月9日に行われたトップイーストリーグ第1節の秋田ノーザンブレッツ戦にて途中出場で公式戦初出場を果たす。
2009年、三菱重工相模原ダイナボアーズに加入。
2019年、三菱重工相模原ダイナボアーズを退団した。